# Abu Dhabi Investment Authority Tower
La Abu Dhabi Investment Authority Tower (ADIA Tower) es un rascacielos situado en Abu Dhabi, la capital de los Emiratos Árabes Unidos. Fue construida entre 2001 y 2006 y alberga la sede de la Abu Dhabi Investment Authority. Tiene 185 metros de altura y cuarenta plantas.